# Sands of Destruction
Sands of Destruction es un juego de rol para Nintendo DS desarrollado por Imageepoch y publicado por Sega el 25 de septiembre de 2008 en Japón.
La historia gira en torno a un joven llamado Kyrie, que posee el poder de destruir el mundo, aunque él no lo sabe porque perdió sus recuerdos. La protagonista femenina es Morte, la líder de una facción de humanos que trata de destruir el mundo.

## Argumento
El juego tiene lugar en un mundo ficticio gobernado por animales antropomórficos conocidos como "ferales". Los seres humanos viven como esclavos, y un grupo llamado "Frente de Aniquilación Mundial" (World Annihilation Front) tiene la intención de destruir el mundo para eliminar este imperfecto sistema pero luego en lugar de eso intentan remplazarlo por otro mejor. A esta organización se opone el "Comité de Salvación Mundial" (World Salvation Committee).

## Juego
El juego se desarrolla en un entorno 3D con una cámara giratoria. El sistema de batalla se estructura en turnos, y los controles se ajustan a los botones ABXY para un manejo más rápido y cómodo.

## Desarrollo
El equipo de desarrollo del juego comprende más de cincuenta personas e incluye a diseñadores clave que anteriormente trabajó en Xenogears, así como exfuncionarios de Grandia, Drakengard y Etrian Odyssey. El juego fue dirigido por Kyoki Mikage de Imageepoch y producido por Yoichi Shimosato de Sega.
La puntuación del juego fue compuesta por Yasunori Mitsuda y fue interpretada por la Orquesta Filarmónica Checa. Un álbum promocional titulado World Destruction Premium Soundtrack se ofrecerá con los autos anteriores del juego.

## Versión Norteamericana
En la Gameshow Tokio, Ryoei Mikage, el presidente de Imageepoch confirmó que su equipo está trabajando para publicar World of Destruction, en Estados Unidos.
Un nuevo / reescrito partitura será creada por Yasunori Mitsuda, y la dificultad puede ser ajustado para la liberación de América del Norte. El 10 de diciembre de 2008, Sega anunció oficialmente sus planes para lanzar el título en los Estados Unidos bajo el título "Sands de la destrucción ". El juego está programado para su lanzamiento en enero del 2010.

## Personajes
- Kyrie Illunis (キリエ イルニス, Kirie Irunisu): El protagonista masculino de la serie, un afable joven experto en el combate con dagas. Posee un misterioso poder destructivo que atrae la atención del Frente de Aniquilación Mundial. Kyrie es la palabra griega para "Señor". Interpretado por Mamoru Miyano (en japonés) y Todd Haberkorn (Inglés).

- Morte Ashera (モルテ アーシェラ, Morute Ashera): La protagonista femenina con un pasado turbulento, que blande una hoja enorme como arma. Lidera el World Annihilation Front. Morte es la palabra italiana para "muerte". Interpretado por: Maaya Sakamoto (Japón), Luci Christian (Inglés).

- Agan Mardrus (アガン マードル, Agan Mādoru): Un amigo de la infancia de Morte que empuña un látigo a la hora de luchar. Interpretado por: Hiroyuki Yoshino.

- Taupy Toplan (トッピー トプラン, Toppi Topuran): Un feral que se asemeja a un oso de peluche. En la versión japonesa termina la mayoría de sus frases con "Kuma" (クマ), que significa "oso" en japonés. Actúa como mentor de Kyrie. Interpretado por: Toru Furuya.

- Rhi'a Dragunel (リ ア = ドラグネール, RI A-Doragunēru): Un feral cuya forma es una hembra de dragón. Su apariencia es la de una chica joven, pero en realidad ha vivido más de 300 años. Como último superviviente de su raza, cree que debe vivir lo suficiente para ver el fin del mundo, porque los dragones deben presenciar el comienzo y el final. Maneja un par de pistolas y, al enfurecerse, de su cuerpo surgen alas, cola y cuernos. Interpretado por: Yui Ichikawa (juego), Yu Kobayashi (anime).

- Naja Gref (ナジャ グレフ, Naja Gurefu): Un feral mitad humano y mitad lobo que porta ruedas de fuego y viento. Un intelectual que siempre presume de tener la razón, incluso cuando se equivoca. Tiene mucho cariño a su madre humana. Naja es un miembro del "Comité de Salvación Mundial". Interpretado por: Hiro Mizushima (juego), Daisuke Ono (anime).

## Productos Derivados

### Anime
World Destruction: Sekai Bokumetsu no Rokunin es una adaptación de anime basado en el videojuego.
Fue producido por Production I.G y comenzó a emitirse el 7 de julio de 2008 en Japón. La serie cuenta con sólo una temporada de 13 episodios. Se distribuirá en América del Norte por FUNimation Entertainment, en la primavera de 2010.
Opening
- ZERO y cantado por AAA.

Ending
- 'Kaze no Kioku: Al Fin del Mundo (Kaze no Kioku to the end of the World) cantada por Aimmy.

### Manga
También realizó una adaptación al manga titulado World Destruction: Futari no Tenshi  comenzó la serialización en julio de 2008 en la revista japonesa Seinen Dengeki Maoh, Su Autor fue Murao Minoru.